# Fredrik Ericsson (Radsportler)

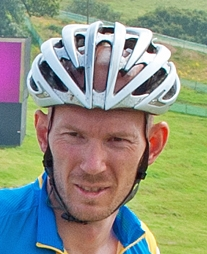
Fredrik Ericsson, 2012

Fredrik Ericsson (* 18. September 1978 in Uppsala) ist ein schwedischer Radrennfahrer.
Fredrik Ericsson 2003 siegte er im Skandisloppet, dem ältesten schwedischen Eintagesrennen. 2006 gewann er das Eintagesrennen Östgötaloppet.
Er fuhr in der Saison 2007 für das niederländische Continental Team Time-Van Hemert. Im nächsten Jahr gewann er eine Etappe bei den Hammarö 3-Dagars und konnte so auch die Gesamtwertung für sich entscheiden. Dasselbe Ergebnis konnte er bei dem Etappenrennen Energitrampet erzielen. Außerdem gewann er 2008 noch den Skanids Grand Prix und die Gesamtwertung des Ringerike Grand Prix.

## Erfolge
2008
- Gesamtwertung Ringerike Grand Prix
- Schwedischer Meister – Einzelzeit

## Teams
- 2007 Time-Van Hemert
- 2008 Cykelcity.se
- 2009 Team Capinordic